# News of the World (Queen)
News of the World è il sesto album in studio del gruppo musicale britannico Queen, pubblicato il 28 ottobre 1977 dalla EMI.
L'album contiene alcuni dei più celebri brani della band, come We Will Rock You, We Are the Champions e Spread Your Wings; divenne quadruplo disco di platino negli Stati Uniti d'America, riscuotendo molto successo anche in tutto il resto del mondo, con oltre 10 milioni di copie vendute, e divenne il disco di maggior successo della band fino a quel momento.

## Antefatti
Avendo ricevuto alcune critiche secondo le quali il loro primo album completamente autoprodotto, A Day at the Races, fosse «noioso», i Queen decisero di adottare un approccio maggiormente orientato all'hard rock mainstream, continuando però ad occuparsi anche della produzione, come spiegato dal cantante Freddie Mercury:
Parte della critica aveva affermato che il disco precedente fosse risultato troppo simile al suo predecessore A Night at the Opera, giudizio con il quale il gruppo era parzialmente d'accordo. In aggiunta, l'esplosione del punk rock sulla scena musicale, capeggiato dai Sex Pistols, vide il ribasso del rock progressivo per tornare a musica rock più semplice, diretta e aggressiva. I Queen erano considerati l'antitesi del punk stesso, soprattutto a causa del loro manierismo camp e delle loro elaborate produzioni.
Il chitarrista Brian May dichiarò nel corso di un'intervista: «Avevamo già deciso che... [dopo] A Night at the Opera e A Day at the Races, volevamo tornare alle origini per News of the World. Ma sembrò fatto apposta perché il mondo si era accorto del punk all'epoca e tutti volevano tornare alle radici, alla semplice essenza del rock and roll. Così in un certo senso ne eravamo consapevoli, ma fu comunque parte di un nostro processo evolutivo».

## Registrazione
Al termine del tour di A Day at the Races, il gruppo rientrò in sala di registrazione per iniziare la lavorazione del nuovo album nel luglio 1977, con Mike Stone come assistente alla produzione presso i Basing Street & Wessex Studios di Londra.
Il disco venne registrato principalmente nello stesso studio dove i Sex Pistols stavano incidendo il loro album di debutto, Never Mind the Bollocks, Here's the Sex Pistols. Da questa coincidenza nacque il celebre confronto avvenuto tra Freddie Mercury e Sid Vicious. Vicious, affacciandosi alla porta della sala di registrazione dove stavano incidendo i Queen, chiese beffardamente: «Allora signor Queen, sei riuscito a portare il balletto alle masse?», facendo riferimento a un'intervista che Mercury aveva rilasciato a NME qualche tempo prima. Mercury gli rispose chiamandolo "Simon Ferocious" e disse: «Stiamo facendo del nostro meglio, caro».
I Queen completarono le sessioni di registrazione due mesi dopo, in settembre, e l'album fu pubblicato il 28 ottobre 1977.

## Copertina
La copertina dell'album è opera dell'illustratore statunitense di fantascienza Frank Kelly Freas. Il batterista Roger Taylor aveva il numero dell'ottobre 1953 della rivista Analog, la cui copertina ritraeva un enorme robot intelligente con in mano un corpo morto. L'illustrazione ispirò il gruppo che chiese a Freas di illustrare la copertina del loro album; l'artista accettò di ridisegnare la copertina della rivista sostituendo l'uomo morto con i quattro membri della band.

## Tracce
1. We Will Rock You – 2:01 (Brian May)
2. We Are the Champions – 2:57 (Freddie Mercury)
3. Sheer Heart Attack – 3:24 (Roger Taylor)
4. All Dead, All Dead – 3:11 (Brian May)
5. Spread Your Wings – 4:26 (John Deacon)
6. Fight from the Inside – 3:03 (Roger Taylor)
7. Get Down, Make Love – 3:51 (Freddie Mercury)
8. Sleeping on the Sidewalk – 3:08 (Brian May)
9. Who Needs You – 3:06 (John Deacon)
10. It's Late – 6:27 (Brian May)
11. My Melancholy Blues – 3:29 (Freddie Mercury)

Traccia bonus nella riedizione del 1991
1. We Will Rock You (1991 Bonus Remix Ruined by Rick Rubin) – 4:47

EP bonus nella riedizione del 2011
1. Feelings Feelings (Take 10, July 1977) – 1:55
2. Spread Your Wings (BBC Session, October 1977) – 5:33 (John Deacon)
3. My Melancholy Blues (BBC Session, October 1977) – 3:13 (Freddie Mercury)
4. Sheer Heart Attack (Live in Paris, February 1979) – 3:35 (Roger Taylor)
5. We Will Rock You (Fast) (Live in Tokyo, November 1982) – 2:55 (Brian May)

Contenuto bonus nell'edizione box set del 2017
- CD 2 – Raw Sessions

1. We Will Rock You (Alternative Version) – 2:29
2. We Are the Champions (Alternative Version) – 4:33
3. Sheer Heart Attack (Original Rough Mix) – 4:17
4. All Dead, All Dead (Original Rough Mix) – 3:08
5. Spead Your Wings (Alternative Take) – 4:56
6. Fight from the Inside (Demo Vocal Version) – 3:08
7. Get Down, Make Love (Early Take) – 4:02
8. Sleeping on the Sidewalk (Live in the USA 1977) – 3:49
9. Who Needs You (Acoustic Take) – 2:46
10. It's Late (Alternative Version) – 6:44
11. My Melancholy Blues (Original Rough Mix) – 3:36

- CD 3 – Bonus Tracks

1. Feelings Feelings (Take 10, July 1977) – 1:55
2. We Will Rock You (BBC Session) – 1:36
3. We Will Rock You (Fast) BBC Session) – 2:52
4. Spread Your Wings (BBC Session) – 5:33
5. It's Late (BBC Session) – 6:39
6. My Melancholy Blues (BBC Session) – 3:13
7. We Will Rock You (Backing Track) – 2:03
8. We Are the Champions (Backing Track) – 2:59
9. Spread Your Wings (Instrumental) – 4:23
10. Fight from the Inside (Instrumental) – 3:02
11. Get Down, Make Love (Instrumental) – 3:49
12. It's Late (USA Radio Edit 1978) – 3:52
13. Sheer Heart Attack (Live in Paris 1979) – 3:35
14. We Will Rock You (Live in Tokyo 1982) – 2:55
15. My Melancholy Blues (Live in Houston 1977) – 3:48
16. Get Down, Make Love (Live in Montreal 1981) – 4:35
17. Spread Your Wings (Live in Europe 1979) – 5:20
18. We Will Rock You (Live at the MK Bowl 1982) – 2:08
19. We Are the Champions (Live at the MK Bowl 1982) – 3:32

- DVD

1. Queen: The American Dream (Documentary) – 56:00

## Formazione
Gruppo
- Freddie Mercury – voce, pianoforte, campanaccio (traccia 9)
- Brian May – chitarra, cori, voce (tracce 4 e 8), chitarra acustica e maracas (traccia 9)
- John Deacon – basso, chitarra acustica (traccia 9)
- Roger Taylor – batteria, cori, basso (tracce 3 e 6), chitarra ritmica (traccia 3), voce e chitarra (traccia 6)

Produzione
- Queen – produzione
- Mike Stone – assistenza alla produzione, ingegneria del suono

## Classifiche

### Classifiche settimanali
| Classifica (1977/78) | Posizione massima |
| -------------------- | ----------------- |
| Australia            | 8                 |
| Austria              | 9                 |
| Canada               | 2                 |
| Francia              | 1                 |
| Germania             | 7                 |
| Giappone             | 3                 |
| Norvegia             | 4                 |
| Nuova Zelanda        | 15                |
| Paesi Bassi          | 1                 |
| Regno Unito          | 4                 |
| Stati Uniti          | 3                 |
| Svezia               | 9                 |
| Svizzera             | 6                 |

### Classifiche di fine anno
| Classifica (1977) | Posizione |
| ----------------- | --------- |
| Paesi Bassi       | 23        |
| Regno Unito       | 39        |
| Classifica (1978) | Posizione |
| Australia         | 45        |
| Austria           | 9         |
| Canada            | 12        |
| Germania          | 13        |
| Stati Uniti       | 29        |